# 五大湖
|            |          |        |        |          |
| 苏必利尔湖 | 密歇根湖 | 休伦湖 | 伊利湖 | 安大略湖 |

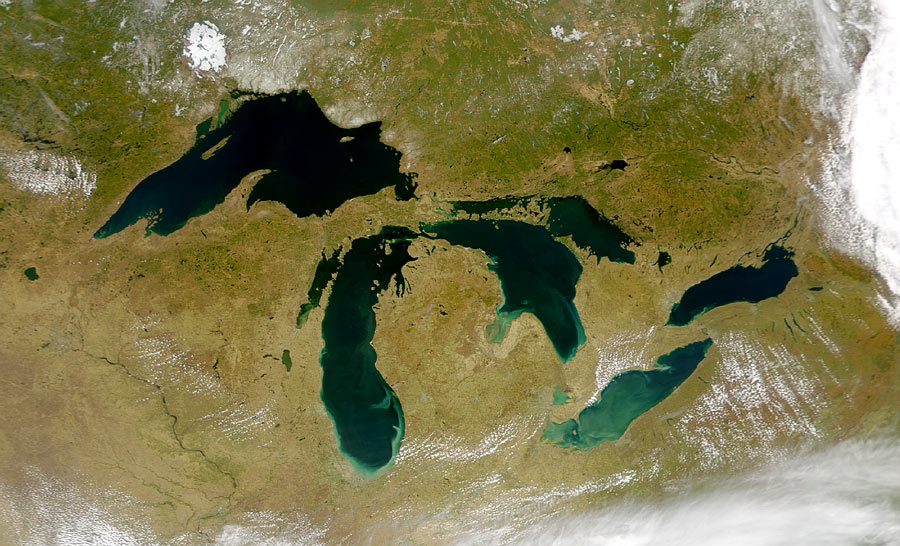
人造衛星拍攝下的五大湖區

五大湖（英語：Great Lakes）是位于加拿大与美国交界处的5個大型淡水湖泊，按面积从大到小分别为：苏必利尔湖（Lake Superior）、休伦湖（Lake Huron）、密歇根湖（Lake Michigan）、伊利湖（Lake Erie）和安大略湖（Lake Ontario）。除密歇根湖全属于美国之外，其它4湖为加拿大和美国共有。
这5个湖泊所组成的五大湖是世界上面积最大的淡水水域，包括了世界地表淡水的21% 。五大湖的总面积为94,250平方英里（244,106平方），約略跟英國差不多大，总水量为5,439立方英里（22,671立方）。五大湖有时也被有些美国人称作北海岸或第三海岸。 五大湖湖岸也被认为是北美第四长岸线，总长大约为17,000（10,563英里），粗略相当于地球赤道一半的长度。

## 水文特点

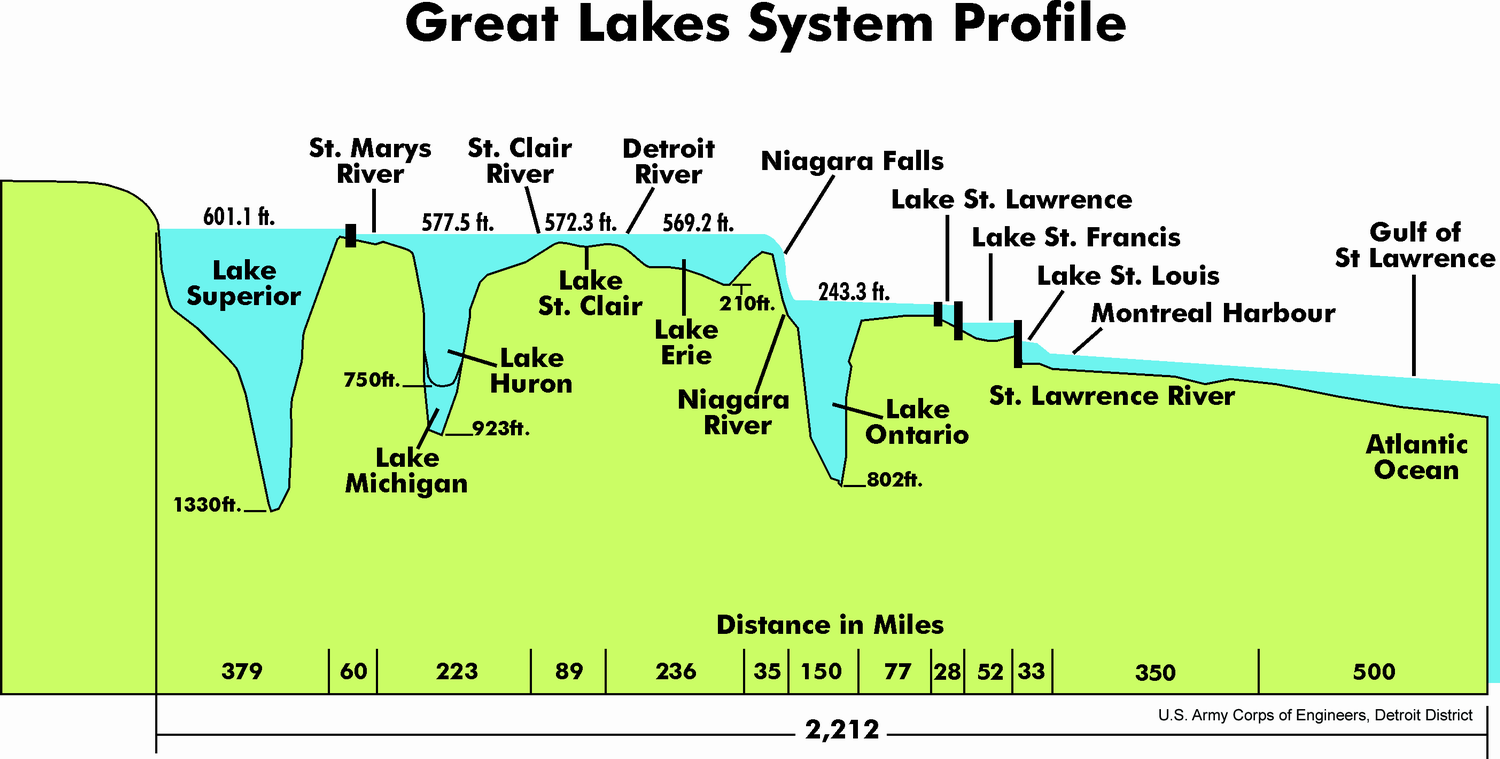
五大湖之縱向剖面圖

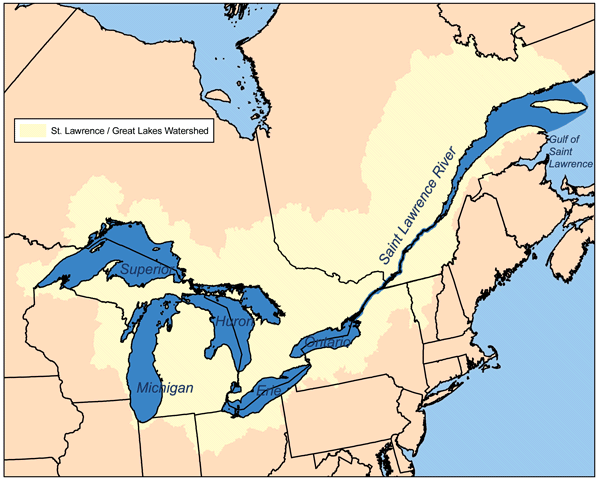
五大湖與聖勞倫斯灣

水流方向从西向东，通过圣劳伦斯河注入大西洋的圣劳伦斯湾，由西向東排列如下：
1. 苏必利尔湖：五大湖中最大的一個，面積為82,100平方公里。是世界第二大湖（僅次於裏海），也是世界第一大淡水湖。
2. 密西根湖：面積57,750平方公里，是美國第一、世界第五大湖泊。五大湖中唯一完全在美國國境之內的湖泊，密西根湖與休倫湖屬於同一水體。
3. 休伦湖：水面的海拔高度是176米，湖的平均深度為59米，面積59,600平方公里，蓄水量3,568立方公里，湖岸線長6,159公里。
4. 伊利湖：以暴風雨聞名，湖水最淺，有田園風光之美。有著名的尼亞加拉瀑布由伊利湖飛濺直下至安大略湖。
5. 安大略湖：是五大湖中最小的一個（19009平方公里），蓄水量超過伊利湖（1639立方公里），是世界第十四大湖，湖岸線長1162公里，河水奔流至安大略湖東岸的聖勞倫斯河。

### 湖泊資料
|          | 伊利湖                             | 休倫湖                                 | 密西根湖                                                 | 安大略湖                                               | 蘇必略湖                               |
| -------- | ---------------------------------- | -------------------------------------- | -------------------------------------------------------- | ------------------------------------------------------ | -------------------------------------- |
| 湖泊面積 | 9,910平方英里 25,700平方公里       | 23,000平方英里 60,000平方公里          | 22,300平方英里 58,000平方公里                            | 7,340平方英里 19,000平方公里                           | 31,700平方英里 82,000平方公里          |
| 水體體積 | 116立方英里 480立方公里            | 850立方英里 3,500立方公里              | 1,180立方英里 4,900立方公里                              | 393立方英里 1,640立方公里                              | 2,900立方英里 12,000立方公里           |
| 海拔高度 | 571英尺（174米）                   | 577英尺（176米）                       | 577英尺（176米）                                         | 246英尺（75米）                                        | 600英尺（180米）                       |
| 平均深度 | 62英尺（19米）                     | 195英尺（59米）                        | 279英尺（85米）                                          | 283英尺（86米）                                        | 483英尺（147米）                       |
| 最大深度 | 210英尺（64米）                    | 770英尺（230米）                       | 923英尺（281米）                                         | 808英尺（246米）                                       | 1,332英尺（406米）                     |
| 主要城市 | 底特律 水牛城 克里夫蘭 伊利 托莱多 | 阿爾皮納 貝城 歐文桑德 休倫港 薩尼亞市 | 芝加哥 加里 格林貝 密西根城 密爾瓦基 馬斯基根 特拉弗斯城 | 哈密爾頓 金斯頓 密西沙加 奧沙華 羅徹斯特 多倫多 匹克林 | 杜魯斯 馬凱特 蘇聖瑪麗 蘇必利爾 桑德贝 |

|       |                                                                        |
| 備註: | 每个长方形的面积与湖泊的蓄水量对应成比例。所有测量数据基于低潮基准面。 |
| 來源: | 美国国家环境保护局（EPA）                                              |

## 成因

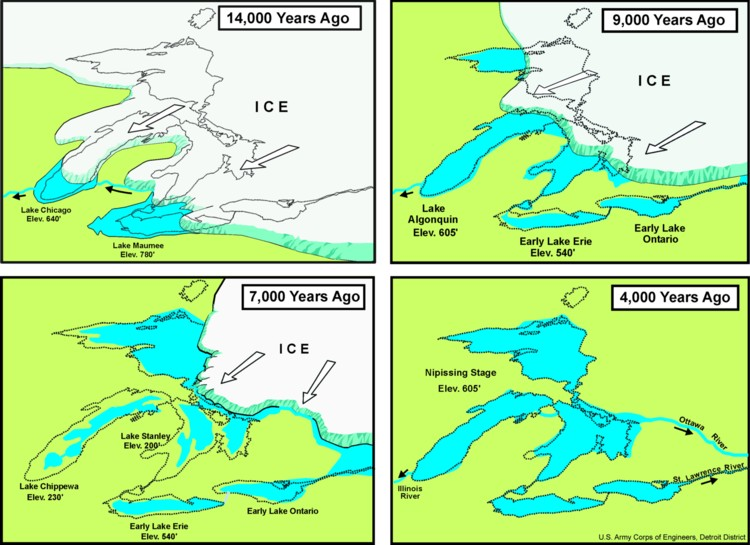
五大湖形成示意图

冰河侵蝕

## 气候
五大湖地区是潮湿的大陆性气候，夏天冷涼而冬天異常嚴寒，为温带大陆性湿润气候。五大湖地区南部属于柯本气候分类法的Dfa型气候，北部属于Dfb型气候，受来自于不同区域的气团影响，比如来自北极的干冷气团，来自西部的温暖的太平洋气团，来自南边和墨西哥湾的暖湿气团。大湖本身对气候也有调节效应，他们可以增加降水和产生湖效应降雪。

### 大湖效应
最有名的五大湖的冬季对天气的影响就是“大湖效應”。五大湖在冬季并不完全封冻，即使到了晚冬，湖中央还是没有冰盖。由西边刮过的盛行风从湖中带走略微暖湿的空气。当这些暖湿空气与湖畔陆地上的干冷气团相遇时，产生带状强降雪带。当强风伴随着冰冻的空气吹过大湖时常常给湖岸地区（尤其是五大湖东岸地区）带来大雪带。
大湖还会调节季节温度，但没有海洋效应那么强。大湖在夏季可以吸收热量，降低温度，在秋季则会缓慢的辐射热量，增加温度。这种温度调节效应结合局地气候产生了一些所谓的“水果带”，那里可以出产很多南部才有的水果，因此五大湖畔有许多果园和酒庄。这种大湖的效应还会给沿湖地区带来大雾，沿苏必利尔湖畔特别明显。

## 經濟
五大湖周邊的天然資源豐富，有鐵鑛石、石炭、石灰石等礦產，美國位於五大湖區南端的芝加哥是全國的工業重鎮。
1825年美国開鑿伊利運河，1848年完成，经由纽约州的哈得遜河，将五大湖和紐約市連接起來，成為世界上最大的國際內陸航運系統之一。1954年加拿大又在聖勞倫斯河上開鑿聖勞倫斯航道。五大湖地區形成多个重要湖港，貨運繁忙，貨運總量達9800萬噸。
五大湖是重要的觀光景點。因位處高緯度內陸區，夏天冷涼，日平均氣溫也只有攝氏15度，適合避暑。湖內有無數島嶼，湖中多鱒魚、白魚、鮭魚、富鱸、海鰻等特產，游人可以享受到垂釣的樂趣。
水力發電廠主要集中於聖瑪麗斯河、聖勞倫斯河，總發電量達800萬千瓦。

## 環保
2006年11月30日，加拿大環保組織提出的報告指出，美國和加拿大的城市每年將數十億加侖未經處理過的污水傾倒入五大湖，造成了部份湖岸必須關閉，並導致生物多樣性的損失。其中，由于前期美国在工业化进程中的不重视，水体優养化导致的水生动物大量死亡和河道的淤塞。